# Дёмёльки, Лидия
Лидия Шаковичне Дёмёльки (венг. Sákovicsné Dömölky Lídia; род. 9 марта 1936, Будапешт) — венгерская фехтовальщица на рапирах, четырёхкратная чемпионка мира, чемпионка летних Олимпийских игр 1964 года в командной рапире в составе сборной Венгрии.

## Биография
Лидия Дёмёльки родилась в 1936 году в Будапеште. На Чемпионате мира по фехтованию 1955 года в Риме Дёмёльки победила в фехтовании на рапирах в индивидуальном зачёте и в командной рапире в составе сборной Венгрии. Это осталось её единственной победой в личном первенстве на международном уровне. Сборная Венгрии вновь победила в командной рапире на Чемпионате мира по фехтованию 1959 года.
На летних Олимпийских игр 1960 года в Риме венгерки завоевали серебряную медаль в командной рапире. На Чемпионате мира по фехтованию 1963 года в Гданьске Шаковичне Дёмёльки заняла вторые места в личном первенстве, уступив соотечественнице Ильдико Уйлаки-Рейтё, и в командной рапире. На летних Олимпийских игр 1964 года в Токио и на Чемпионате мира по фехтованию 1967 года сборная Венгрии одержала победу в командном зачёте. На летних Олимпийских игр 1968 года в Мехико сборная Венгрии заняла второе место. Дёмёльки была семикратной чемпионкой Венгрии.
Лидия была замужем за фехтовальщиком, чемпионом мира Йожефом Шаковичем. После летних Олимпийских игр 1956 года, где Йожеф был двукратным призёром, супруги переехали в США, однако вернулись в Венгрию в 1957 году. Проживали в Будапеште. Дёмёльки овдовела в 2009 году.
Шаковичне Дёмёльки получила тренерское образование. Она работала тренером и спортивным журналистом, была соавтором нескольких книг по эстетике и гимнастике и одним из членов Венгерского олимпийского комитета.